# Drasteriodes ellisoni
Drasteriodes ellisoni là một loài bướm đêm trong họ Noctuidae.